# Castillon-la-Bataille
Castillon-la-Bataille es una comuna y población de Francia, en la región de Aquitania, departamento de Gironda, en el Distrito de Libourne. Pertenece al Cantón de Castillon-la-Bataille. 
Su población en el censo de 1999 era de 3113 habitantes.
Está integrada en la Communauté de communes Castillon Pujols.
Está hermanada, desde el 12 de mayo de 1996, con la ciudad española de Cascante (Navarra).

## Historia
La zona de Castillon-la-Bataille fue el lugar donde se libró la última batalla de la Guerra de los Cien Años, la Batalla de Castillon, que se libró el 17 de julio de 1453.
Castillon-la-Bataille, junto al río Dordoña, fue testigo de la batalla en la que John Talbot, I conde de Shrewsbury, cargó con valentía (aunque inútilmente) contra la artillería francesa, muriendo en la misma con casi 70 años junto con su hijo, John Talbot, Vizconde de Lisle, y la mayoría de la pequeña fuerza inglesa que todavía intentaba impedir que Burdeos cayera bajo el control del rey de Francia.
Cerca de La Mothe-Montraval, en la rivera derecha del Dordoña, un túmulo indica el lugar donde se erigió la tumba original de John Talbot, aunque se sabe que su cuerpo fue trasladado a la iglesia de Saint Alkmund en Whitchurch, Shropshire, en Inglaterra.
El 27 de noviembre de 1953, el nombre de la ciudad se cambió de Castillon-sur-Dordogne a su nombre actual.

## Demografía
| 3096 | 3102 | 3166 | 3207 | 3020 | 3113 | 3203 | 2979 |
| Para los censos de 1962 a 1999 la población legal corresponde a la población sin duplicidades (Fuente: INSEE [Consultar]) |      |      |      |      |      |      |      |